# Orthoraphis obfuscata
Orthoraphis obfuscata là một loài bướm đêm trong họ Crambidae.